# Danh sách ngôn ngữ theo tổng số người sử dụng
Trang này liệt kê danh sách những ngôn ngữ phổ biến nhất trên thế giới hiện nay, tính cả số người nói bản địa và sử dụng làm ngoại ngữ. Xin lưu ý rằng danh sách này có thể khác tùy theo cách định nghĩa một số từ. Điển hình là sự khác biệt giữa các từ "phương ngữ" (dialect) và "ngôn ngữ" (language) rất quan trọng.
Một ví dụ là tiếng Ả Rập, có thể được xem là một ngôn ngữ hay một nhóm ngôn ngữ liên quan nhau. Quyển Niên giám thế giới, CIA World Factbook và Ethnologue, nguồn của các bảng dưới đây, xem mỗi thứ tiếng Ả Rập là một ngôn ngữ khác nhau. Nếu tất cả các tiếng nói này được xem là một ngôn ngữ thì nó sẽ đứng thứ tư với khoảng 215 triệu người nói.
Tiếng Hoa cũng có tình trạng tương tự. Nếu tất cả mọi ngôn ngữ Hoa được tính là một ngôn ngữ, thì tiếng Hoa sẽ đứng đầu với 1,2 tỷ người nói. Nếu tính mỗi tiếng riêng ra thì năm loại tiếng Hoa có trong danh sách 25 ngôn ngữ đầu.  

## Danh sách ngôn ngữ theo tổng số người nói
Theo tạp chí Ethnologue (2020) của tổ chức SIL International thì dưới đây là danh sách các ngôn ngữ phổ biến nhất (tính cả người sử dụng là ngôn ngữ mẹ đẻ hoặc ngoại ngữ):
| STT | Ngôn ngữ                      | Tổng số người nói | Ghi chú |
| --- | ----------------------------- | ----------------- | ------- |
| 1   | Tiếng Anh                     | 1.268.000.000     |         |
| 2   | Tiếng Trung Quốc (Quan Thoại) |                   |         |
| 3   | Tiếng Hindi                   |                   |         |
| 4   | Tiếng Tây Ban Nha             | 538.000.000       |         |
| 5   | Tiếng Pháp                    | 277.000.000       |         |
| 6   | Tiếng Ả Rập (Chuẩn)           | 274.000.000       |         |
| 7   | Tiếng Bengal                  | 265.000.000       |         |
| 8   | Tiếng Nga                     | 258.000.000       |         |
| 9   | Tiếng Bồ Đào Nha              | 252.000.000       |         |
| 10  | Tiếng Indonesia               | 199.000.000       |         |
| 11  | Tiếng Urdu                    | 171.000.000       |         |
| 12  | Tiếng Đức                     | 132.000.000       |         |
| 13  | Tiếng Nhật                    | 126.000.000       |         |
| 14  | Tiếng Swahili                 | 99.000.000        |         |
| 15  | Tiếng Marathi                 | 95.000.000        |         |
| 16  | Tiếng Telugu                  | 93.000.000        |         |
| 17  | Tiếng Thổ Nhĩ Kì              | 85.000.000        |         |
| 18  | Tiếng Trung Quốc (Quảng Đông) | 85.000.000        |         |
| 19  | Tiếng Tamil                   | 84.000.000        |         |
| 20  | Tiếng Punjab (Tây)            | 83.000.000        |         |
| 21  | Tiếng Trung Quốc (Ngô)        | 82.000.000        |         |
| 22  | Tiếng Hàn                     | 79.000.000        |         |
| 23  | Tiếng Việt                    | 95.000.000        |         |
| 24  | Tiếng Hausa                   | 73.000.000        |         |
| 25  | Tiếng Java                    | 68.000.000        |         |
| 26  | Tiếng Ả Rập (Ai Cập)          | 67.800.000        |         |
| 27  | Tiếng Italia                  | 67.700.000        |         |
| 28  | Tiếng Gujarat                 | 61.000.000        |         |
| 29  | Tiếng Thái                    | 61.000.000        |         |
| 30  | Tiếng Amhara                  | 57.000.000        |         |

## Quy ước của quyển CIA World Factbook (2000)
Quyển CIA World Factbook ước lượng số người nói tiếng mẹ đẻ trong năm 2000 theo phần trăm dân số (họ ước lượng năm 2000 có 6,081 tỷ người  Lưu trữ ngày 31 tháng 8 năm 2005 tại Wayback Machine).
| 1. 2. 3. 4. 5. 6. 7. 8. 9. 10. 11. | Tiếng Quan Thoại Tiếng Hindi Tiếng Anh Tiếng Tây Ban Nha Tiếng Bengal Tiếng Bồ Đào Nha Tiếng Nga Tiếng Nhật Tiếng Đức Tiếng Triều Tiên Tiếng Pháp | 14,37% 6,02% 5,61% 5,59% 3,4% 2,75% 2,63% 2,06% 1,64% 1,28% 1,27% |

Nguồn: CIA - The World Factbook -- World Lưu trữ ngày 27 tháng 12 năm 2006 tại Wayback Machine

## Ước tính của Ethnologue (1995)
| Xếp hạng                   | Quốc gia với hơn 1% số người nói | Tổng số người nói tiếng mẹ đẻ (triệu) |
| 1. Tiếng Quan Thoại        | Brunei, Campuchia, Canada, Đài Loan, Indonesia, Malaysia, Mông Cổ, Nam Phi, Philippines, Singapore, Thái Lan, Trung Quốc | 885                                   |
| 2. Tiếng Tây Ban Nha       | Andorra, Argentina, Belize, Bolivia, Chile, Colombia, Costa Rica, Cuba, Cộng hòa Dominican, Ecuador, El Salvador, Guatemala, Guinea Xích Đạo, Hoa Kỳ, Honduras, México, Nicaragua, Panama, Paraguay, Peru, Tây Ban Nha, Uruguay, Venezuela | 332                                   |
| 3. Tiếng Anh               | Anh, Hoa Kỳ , Ấn Độ, Belize, Botswana, Brunei, Cameroon, Canada, Eritrea, Eswatini, Ethiopia, Fiji, Gambia, Guyana, Hàn Quốc, Israel, Lesotho, Liberia, Malaysia, Micronesia, Namibia, Nam Phi, Nauru, New Zealand, Palau, Papua New Guinea, Philippines, Samoa, Seychelles, Sierra Leone, Singapore, Quần đảo Solomon, Somalia, Sudan, Suriname, Tonga, Úc, Vanuatu, Việt Nam, Zimbabwe | 322                                   |
| 4. Tiếng Ả Rập1            | Ai Cập, Algérie, Ả Rập Xê Út, Các Tiểu Vương quốc Ả Rập Thống nhất, Iraq, Israel, Liban, Libya, Jordan, Maroc, Oman, Tunisia, Syria, Sudan, Yemen | 2151                                  |
| 5. Tiếng Bengal            | Ấn Độ, Bangladesh, Singapore | 189                                   |
| 6. Tiếng Hindi             | Ấn Độ, Nepal, Singapore, Nam Phi, Uganda | 182                                   |
| 7. Tiếng Bồ Đào Nha        | Angola, Bồ Đào Nha, Brasil, Cabo Verde, Guiné-Bissau, Macau, Mozambique, Pháp, São Tomé và Príncipe | 170                                   |
| 8. Tiếng Nga               | Hoa Kỳ, Israel, Mông Cổ, Nga, tất cả các nước thuộc Liên Xô cũ, Trung Quốc | 170                                   |
| 9. Tiếng Pháp              | Algérie, Andorra, Bénin, Bỉ, Burkina Faso, Burundi, Cameroon, Campuchia, Canada, Comoros, Cộng hòa Congo, Cộng hòa Dân chủ Congo, Côte d'Ivoire, Djibouti, Gabon, Guinée, Haiti, Lào, Liban, Luxembourg, Madagascar, Mali, Maroc, Mauritanie, Monaco, Niger, Pháp, Rwanda, Sénégal, Seychelles, Tchad, Thụy Sĩ, Togo, Tunisia, Vanuatu, Việt Nam                                         | 130                                   |
| 10. Tiếng Nhật             | Nhật Bản, Singapore | 125                                   |
| 11. Tiếng Đức              | Áo, Ba Lan, Bỉ, Bolivia, Canada, Cộng hòa Séc, Đan Mạch, Đức, Hoa Kỳ, Hungary, Ý, Kazakstan, Liechtenstein, Luxembourg, Nga, Paraguay, România, Slovakia, Thụy Sĩ | 120                                   |
| 12. Tiếng Ngô (Wu)         | Trung Quốc | 77,2                                  |
| 13. Tiếng Java             | Indonesia, Malaysia, Singapore | 75,5                                  |
| 14. Tiếng Hàn              | Hàn Quốc, Hoa Kỳ, Kazakstan, Nhật Bản, Singapore, Thái Lan, Triều Tiên, Trung Quốc, Uzbekistan | 75                                    |
| 15. Tiếng Việt             | Campuchia, Hoa Kỳ, Trung Quốc, Việt Nam, Lào, Nga, Pháp, Hàn Quốc, Nhật Bản, Đài Loan, Đức, Cộng hòa Séc, Phần Lan | 67,7                                  |
| 15. Tiếng Thổ Nhĩ Kỳ       | Bulgaria, Hy Lạp, Síp, Macedonia, România, Thổ Nhĩ Kỳ, Uzbekistan | 67,7                                  |
| 17. Tiếng Telugu           | Ấn Độ, Singapore | 66,4                                  |
| 18. Tiếng Quảng Đông (Yue) | Brunei, Canada, Costa Rica, Indonesia, Malaysia, Panama, Philippines, Singapore, Thái Lan, Trung Quốc, Việt Nam | 66                                    |
| 19. Tiếng Marathi          | Ấn Độ | 64,8                                  |
| 20. Tiếng Tamil            | Ấn Độ, Malaysia, Mauritius, Nam Phi, Singapore, Sri Lanka | 63,1                                  |
| 21. Tiếng Ý                | Canada, Croatia, Eritrea, Pháp, San Marino, Slovenia, Thụy Sĩ, Ý | 59                                    |
| 22. Tiếng Urdu             | Afghanistan, Ấn Độ, Mauritius, Nam Phi, Pakistan, Thái Lan | 58                                    |
| 23. Tiếng Punjabi          | Ấn Độ, Kenya, Pakistan, Singapore | 72                                    |
| 24. Tiếng Mân Nam          | Brunei, Đài Loan, Indonesia, Malaysia, Philippines, Singapore, Thái Lan, Trung Quốc | 49                                    |
| 25. Tiếng Tấn (Jin)        | Trung Quốc | 45                                    |
| 26. Tiếng Gujarat          | Ấn Độ, Kenya, Nam Phi, Pakistan, Singapore, Tanzania, Uganda, Zambia, Zimbabwe | 44                                    |
| 27. Tiếng Ba Lan           | Cộng hoà Séc, Ba Lan, Đức, Israel, România, Slovakia | 44                                    |
| 28. Tiếng Ukraina          | Ba Lan, Nga, Slovakia, Ukraina | 41                                    |
| 29. Tiếng Ba Tư            | Afghanistan, Các Tiểu Vương quốc Ả Rập Thống nhất, Iran, Iraq, Oman, Qatar, Tajikistan | 61,7                                  |
| 30. Tiếng Tương (Xiang)    | Trung Quốc | 36                                    |
| 31. Tiếng Malayalam        | Ấn Độ, Singapore | 34                                    |
| 32. Tiếng Khách Gia        | Brunei, Đài Loan, Malaysia, Thái Lan, Trung Quốc | 34                                    |
| 33. Tiếng Kannada          | Ấn Độ | 33.7                                  |
| 34. Tiếng Oriya            | Ấn Độ | 31                                    |
| 35. Tiếng Sunda            | Indonesia | 27                                    |
| 36. Tiếng Romana           | Hungary, Israel, Moldova, România, Serbia và Montenegro, Ukraina | 26                                    |
| 37. Tiếng Bihari           | Ấn Độ, Mauritius, Nepal | 25                                    |
| 38. Tiếng Azerbaijan       | Afghanistan, Iran, Iraq, Syria, Thổ Nhĩ Kỳ | 24,4                                  |
| 39. Tiếng Maithili         | Ấn Độ, Nepal | 24.3                                  |
| 40. Tiếng Hausa            | Bénin, Burkina Faso, Cameroon, Ghana, Niger, Nigeria, Sudan, Togo | 24,2                                  |
| 41. Tiếng Miến Điện        | Bangladesh, Myanmar | 22                                    |
| 42. Tiếng Cám (Gan)        | Trung Quốc | 20,6                                  |
| 43. Tiếng Awadhi           | Ấn Độ, Nepal | 20,5                                  |
| 44. Tiếng Thái             | Singapore, Thái Lan, Lào, Trung Quốc, Hoa Kỳ, Canada | 20                                    |
| 45. Tiếng Thái             | Việt Nam, Lào, Thái Lan, Campuchia, Myanmar, Ấn Độ, Trung Quốc, Pháp, Úc, Hoa Kỳ, Canada, Nhật Bản, Hàn Quốc. |                                       |
| 46. Tiếng Yoruba           | Bénin, Nigeria | 20                                    |
| 47. Tiếng Sindhi           | Afghanistan, Ấn Độ, Pakistan, Singapore | 19.7                                  |

Nếu coi các số liệu trên đây là đúng thì số lượng người nói tiếng Hindi và tiếng Anh từ năm 1995 đến năm 2004 đã gia tăng đáng kể.
Nguồn:  Ethnologue